# Susan Bode
Susan Bode (geboren vor 1982) ist eine US-amerikanische Szenenbildnerin.

## Leben
Bode begann ihre Karriere als Szenenbildnerin 1982 mit Bruce Paltrows Filmkomödie Der verführte Mann. Zwischen 1989 und 1995 arbeitete sie an acht Filmen von Woody Allen, darunter Verbrechen und andere Kleinigkeiten, Manhattan Murder Mystery und Geliebte Aphrodite. 1995 war sie für Bullets Over Broadway in der Kategorie Bestes Szenenbild für den Oscar nominiert. Sie war zudem drei Mal für den Excellence in Production Design Award nominiert und konnte den Preis 2010 für Sherlock Holmes gewinnen. Bode war an zwei der Spider-Man-Verfilmungen von Sam Raimi sowie am zweiten Teil der Neuverfilmungen von Marc Webb beteiligt.

## Filmografie (Auswahl)
- 1986: Sodbrennen (Heartburn)
- 1987: Das Geheimnis meines Erfolges (The Secret of My Succe$s)
- 1987: Wall Street
- 1987: Die Glasmenagerie (The Glass Menagerie)
- 1988: Big
- 1989: New Yorker Geschichten (New York Stories)
- 1989: Verbrechen und andere Kleinigkeiten (Crimes and Misdemeanors)
- 1992: Die Herbstzeitlosen (Used People)
- 1992: Ehemänner und Ehefrauen (Husbands and Wives)
- 1993: Manhattan Murder Mystery
- 1994: Bullets Over Broadway
- 1995: Geliebte Aphrodite (Mighty Aphrodite)
- 1998: e-m@il für Dich (You’ve Got Mail)
- 1998: Große Erwartungen (Great Expectations)
- 1999: Auf den ersten Blick (At First Sight)
- 1999: Begegnung des Schicksals (Random Hearts)
- 2000: Forrester – Gefunden! (Finding Forrester)
- 2002: Manhattan Love Story (Maid in Manhattan)
- 2003: Mona Lisas Lächeln (Mona Lisa Smile)
- 2004: Spider-Man 2
- 2007: Das Bourne Ultimatum (The Bourne Ultimatum)
- 2007: Spider-Man 3
- 2009: Haben Sie das von den Morgans gehört? (Did You Hear About the Morgans?)
- 2009: Julie & Julia
- 2009: Sherlock Holmes
- 2012: Men in Black 3
- 2013: Inside Llewyn Davis
- 2014: John Wick
- 2014: The Amazing Spider-Man 2: Rise of Electro (The Amazing Spider-Man 2)
- 2015: Man lernt nie aus (The Intern)
- 2017: Okja

## Auszeichnungen
- 1995: Oscar-Nominierung in der Kategorie Bestes Szenenbild für Bullets Over Broadway
- 2009: Excellence-in-Production-Design-Award-Nominierung in der Kategorie Period Film für Julie & Julia
- 2010: Excellence in Production Design Award in der Kategorie Period Film für Sherlock Holmes
- 2014: Excellence-in-Production-Design-Award-Nominierung in der Kategorie Period Film für Inside Llewyn Davis